# Tomohammus strandi
Tomohammus strandi är en skalbaggsart som beskrevs av Stefan von Breuning 1935. Tomohammus strandi ingår i släktet Tomohammus och familjen långhorningar. Inga underarter finns listade i Catalogue of Life.